# Phaonia adriani
Phaonia adriani este o specie de muște din genul Phaonia, familia Muscidae, descrisă de Zinovjev în anul 1994. Conform Catalogue of Life specia Phaonia adriani nu are subspecii cunoscute.